# Finalissima féminine
La Finalissima féminine est une compétition intercontinentale de football organisée par la CONMEBOL et l'UEFA. Cette compétition se résume en un match unique entre le vainqueur du Championnat d'Europe féminin et celui de la Copa América féminine.

## Histoire
Le 12 février 2020, la CONMEBOL et l'UEFA signent un protocole d'accord renouvelable destiné à renforcer la coopération entre les deux organisations. Dans le cadre de l'accord, une commission conjointe UEFA-CONMEBOL examine ainsi la possibilité d'organiser une série de matches intercontinentaux Europe-Amérique du Sud, en football masculin et féminin et dans les différentes tranches d'âge.
Le 15 décembre 2021, l'UEFA et la CONMEBOL renouvellent leur protocole d'accord jusqu'en 2028, celui-ci comprenant notamment des dispositions spécifiques sur l'ouverture d'un bureau commun à Londres et l'organisation éventuelle de divers événements de football.
Dans ce contexte, l'UEFA annonce le 26 octobre 2022 l'organisation de la Finalissima féminine 2023 opposant l'Angleterre, championne d'Europe 2022, au Brésil, vainqueur de la Copa América féminine 2022, le 6 avril 2023 au stade de Wembley à Londres, en Angleterre. Les Anglaises remportent cette première édition en s'imposant dans la séance de tirs au but (4-2), les deux équipes ne s'étant pas départagées dans le temps réglementaire (score de 1-1), avec un but d'Ella Toone à la 23e minute et une égalisation tout à la fin (90+3e minute) de la Brésilienne Andressa Alves.

## Matchs

### 2023
| 6 avril 2023       | Angleterre | 1 – 1             | Brésil | Stade de Wembley, Londres                                     |                                                               |
| 19:45 heure locale | (Bronze ) Toone 23e | (1 – 0)           | 90+3e Andressa | Arbitrage : Stéphanie Frappart Arbitre vidéo : Jérôme Brisard | Arbitrage : Stéphanie Frappart Arbitre vidéo : Jérôme Brisard |
| 19:45 heure locale | Earps 76e · Hemp 83e | Rapport           | 39e Rafaelle · | Arbitrage : Stéphanie Frappart Arbitre vidéo : Jérôme Brisard | Arbitrage : Stéphanie Frappart Arbitre vidéo : Jérôme Brisard |
| 19:45 heure locale | Stanway · Toone · Daly · Greenwood · Kelly                                                                                          | Tirs au but 4 – 2 | Adriana · Tamires · Rafaelle · Kerolin · | Arbitrage : Stéphanie Frappart Arbitre vidéo : Jérôme Brisard | Arbitrage : Stéphanie Frappart Arbitre vidéo : Jérôme Brisard |
| 19:45 heure locale | Earps - Bronze, Williamson, Greenwood, Carter - Walsh, Stanway, Toone - James ( 74e Kelly), Hemp ( 88e Robinson), Russo ( 74e Daly) | Équipes           | Letícia - Lauren (en) ( 46e Andressa), Kathellen, Rafaelle, Tamires - Antônia (en) ( 87e Gabi Nunes), Ary Borges ( 87e Fe Palermo (en)), Luana ( 69e Duda), Kerolin - Beatriz ( 46e Adriana), Geyse | Arbitrage : Stéphanie Frappart Arbitre vidéo : Jérôme Brisard | Arbitrage : Stéphanie Frappart Arbitre vidéo : Jérôme Brisard |